# Svanninge Bjerge
 Ikke at forveksle med Svanninge Bakker.
Svanninge Bjerge og Høbbet er et omkring 600 hektar stort naturområde der ligger  øst for Svanninge Bakker på  Sydfyn. Området ejes og forvaltes af  Bikubenfonden  og  blev sammen med Svanninge Bakker der forvaltes af Naturstyrelsen, i 2018  udpeget til Danmarks Naturkanon.
En del af området er siden 2016 omlagt fra driftskov til Vildskov.